# Hrvatski latinizam
Hrvatski latinizam ili hrvatska latinistička književnost termin je kojim se označuje književno stvaralaštvo na latinskom jeziku, koje se razvilo na području Hrvatske od 9. stoljeća pa sve do naših dana. Na tom se području već od 9. i 10. stoljeća javni, a ponekad i privatni dokumenti pišu na latinskom jeziku, dakako na lokalnoj varijanti srednjovjekovnog latiniteta, a od 12. do 14. stoljeća pojavljuju se i djela pisana na jeziku, koji je već bliži klasičnom latinitetu.

## Srednji vijek
Obilnih tragova latinskog stvaralaštva u srednjovjekovnoj Hrvatskoj nalazimo već od 9. stoljeća, kako na brojnim kamenim natpisima tako i u još brojnijim sačuvanim javnim i privatnim ispravama. U nekim od tih spomenika, posebno u stihovanim natpisima, nailazimo i na ljepote pjesničkog izraza. Tako na sarkofagu splitskog velikaša Petra Crnoga (11. stoljeće) čitamo deset stihova o prolaznosti života, koje je sastavio đakon Dabro (Dabrus). Poznatiji je nadgrobni natpis Vekenege, upraviteljice benediktinskog samostana sv. Marije u Zadru (umrla 1111.), na četiri ploče s 20 stihova (heksametri i elegijski distisi), u kojima nepoznati pjesnik slavi Vekenegine zasluge za taj samostan. Zanimljiv je natpis bribirskoga kneza Mladena III. Šubića (umro 1348.) u trogirskoj katedrali, sastavljen od 22 golijardska stiha. Fragmentarno su sačuvana dva naročito vrijedna natpisa: kneza Trpimira iz sredine 9. stoljeća i nadgrobni natpis kraljice Jelene Slavne iz 976., koji počinje: In hoc tumulo quiescit Helena famosa (= "U ovom grobu počiva Jelena slavna"), a završava se riječima: Icque aspiciens vir "anime" dic "miserere Deus" (= "Čovječe, kad ovamo pogledaš, reci: 'Bože, smiluj se duši njezinoj'"). Najstarija isprava s dvora nekog od hrvatskih vladara jest Trpimirova darovnica (852.), u kojoj se prvi puta u domaćoj ispravi spominje hrvatsko ime.
Iz 11. stoljeća poznate su dvije povelje kralja Petra Krešimira IV.: darovnica povodom osnutka samostana sv. Marije u Zadru (1066.) i darovnica kojom se samostanu sv. Krševana u Zadru daruje otok Maun "u našem dalmatinskom moru" (= in nostro Dalmatico mari). Od drugih isprava značajni su notarski spisi (najstariji je iz 1146. u Zadru), gradski statuti (najstariji je splitski iz 1240) te Statut zagrebačkog kaptola, koji je sastavio zagrebački kanonik Ivan Arhiđakon Gorički (1334.) i koji predstavlja najstariji urbar u Hrvatskoj (urbarium je zbirka propisa, koji su u srednjovjekovnoj Hrvatskoj, Slavoniji i Vojvodini uređivali odnose vlastelina i kmetova i njihove međusobne dužnosti). Istoj kategoriji pripada i Supetarski kartular, zbornik prijepisa dokumenata koji se odnose na samostan sv. Petra u Selu nedaleko od Splita (osnovan 1064.). To je važan izvor za hrvatsku povijest s kraja 11. stoljeća.
Iz 11. stoljeća potječu i dvije sačuvane liturgijske drame, obje u najstarijem obredniku zagrebačke katedrale. Jedna je u najprimitivnijem obliku, Pohod grobu (Visitatio sepulchri), a druga je mnogo razvijenija iz božićnog ciklusa, Trokraljevska igra (Officium stellae), u kojoj su prikazana tri kralja koja su se došla pokloniti Kristu, njihova posjeta Herodu itd.
Među latinskim stvaralaštvom u srednjovjekovnoj hrvatskoj kulturi posebno se izdvajaju kronike. Prva među njima je Ljetopis popa Dukljanina iz sredine 12. stoljeća, za koju autor u uvodu, kaže da ju je sa "slavenskog" preveo na latinski i naziva je Libellus Gothorum ili Sclavorum regnum. Autor "Ljetopisa" je nepoznati katolički svećenik iz Bara, a ime "Pop Dukljanin" dao mu je hrvatski povjesničar Ivan Lučić, koji je ovo djelo tiskao kao prilog vlastitom djelu De regno Dalmatiae et Croatiae (1666.) pod naslovom Presbyteri Diocleatis Regnum Sclavorum, i to latinski tekst (u 47 poglavlja), dok se navodni "slavenski" izvornik nije sačuvao. Postoji i stari hrvatski prijevod (vjerojatno iz 14. stoljeća), koji je sastavio nepoznati autor iz okolice Splita. Taj je prijevod početkom 16. stoljeća Splićanin Dmine Papalić našao u Makarskom primorju i prepisao ga "rič po rič". Taj je prijevod nazvan Hrvatska kronika, ali obuhvaća samo 23 poglavlja latinskog izvornika, za koja je prevoditelj smatrao da kazuju hrvatsku povijest i kojima je dodao još pet poglavlja o vladavini kralja Zvonimira i o legendi o njegovoj pogibiji. Papalićev prijepis zatim je na latinski slobodno preveo Marko Marulić (1510.), i taj je latinski prijevod također izdao Ivan Lučić u spomenutom djelu, pod naslovom Regnum Dalmatiae et Croatiae gesta. "Ljetopis" se obično dijeli na tri djela: rodoslovlje slavenskih vladara, legenda o sv. Vladimiru i dukljanska kronika 11. i 12. stoljeća. Povijesna vrijednost djela nije velika. Odsustvo svake kronologije, izmišljanje i miješanje raznih povijesnih ličnosti i događaja te intervencije kasnijih prepisivača znatno otežavaju raspoznavanje prave povijesne osnove djela.
U 13. stoljeću Toma Arhiđakon (Thomas Archidiaconus, oko 1200. do 1268.), rodom iz Splita, iz romanske obitelji, kanonik i političar u rodnom gradu, napisao je Solinsku povijest (Historia Salonitana, 1266.). Tu je kronološkim redom izneo živote i djela solinsko-splitskih nadbiskupa od rimskih vremena do svog doba, praveći mnoge ekskurse o prošlosti Splita i srednjovjekovne Hrvatske, te stoga predstavlja vrijedan povijesni izvor za razdoblje Krešimira IV. i Zvonimira. Suvremenu povijest često prikazuje veoma živopisno, npr. navalu Mongola, sukobe između Splita i Trogira te političke razmirice u gradu.
Spis Opsada Zadra (Obsidio Jadrensis), u dvije knjige, djelo je nepoznatog autora iz 14. stoljeća. To nije suhoparna kronika, već živ i detaljan prikaz teške sudbine Zadra kad su ga 1345./'46. s kopna i mora opsjeli Mlečani. O istom događaju sačuvan je i kraći suvremeni spis Zadarska kronika (Chronica Jadrensis), čiji je autor sklon Mlečanima, za razliku od autora Opsade Zadra, koji piše izrazito antimlečanski. Stihovanu kroniku o najstarijoj povijesti Dubrovnika sastavio je autor, koji sebe samoga zove Milecije (Miletius, 13. ili 14. stoljeće), pa je i samo to djelo, od kojega nam je sačuvan 91 heksametar, nazvano Milecijeva kronika.

## Humanizam i renesansa
Humanizam je već u prvim desetljećima 15. stoljeća prodro na istočnu obalu Jadranskog mora, prije svega zbog blizine njegova izvorišta. Zahvaljujući kulturnim dodirima s Italijom, već u predrenesansno doba – uglavnom posredništvom pojedinih članova lokalne elite, ali i posredništvom putujućih humanista – krajem 14. stoljeća i u Hrvatskoj se primjećuju počeci humanističkog djelovanja: skupljanje antičkih natpisa i prepisivanje starih kodeksa.
Primorski su se krajevi od početka 15. stoljeća nalazili pod mletačkom vlašću, dok se sjeverna Hrvatska od 12. stoljeća do mohačkog poraza 1526. nalazi u državnoj zajednici s Ugarskom (i kasnije će, sve do 1918., biti u nekoj specifičnoj državno-pravnoj ovisnosti od nje), a 1527. skupa s jednim dijelom Ugarske potpada pod vlast Habsburga. Humanisti iz primorskih krajeva u sve većem broju odlaze na studije u Italiju i druge europske zemlje i tako jačaju kulturne veze sa središtima europskog humanizma. Humanisti iz sjeverne Hrvatske svoju djelatnost razvijaju ponajviše u korvinskom krugu u Budimu. Jedino je Dubrovnik s okolicom sačuvao relativnu neovisnost sve do Napoleonovog vremena, i ondje je uz književnost na hrvatskom cvalo i stvaralaštvo na latinskom jeziku, i to sve do duboko u 19. stoljeće.
Središnje ličnosti korvinskog kruga u Budimu bili su Ivan Vitez od Sredne (Johannes Vitéz de Zredna, oko 1408. – 1472.) i njegov nećak Ivan Česmički (Ianus Pannonius, 1434. – 1472.), obojica hrvatskoga podrijetla i obojica školovana u Italiji. Vitez se nije toliko istakao kao latinski pisac koliko kao organizator, jer je u Budimu utemeljio skriptorij i knjižnicu (Corviana), a u Požunu 1467., po uzoru na Sveučilište u Bologni, prvu visoku školu na slovačkom i ugarskom tlu (Academia Istropolitana). Ivana Česmičkog, najvećeg latinskog pjesnika toga doba izvan Italije, Talijani smatraju svojim, jer se školovao u Italiji, Mađari svojim jer je postao ugarski feudalni velikaš i bio najistaknutiji humanist u korvinskom krugu, a Hrvati svojim jer je bio hrvatskog podrijetla. Po utjecaju svoga djela nedvojbeno pripada mađarskoj i hrvatskoj književnosti, donekle i talijanskoj, ali prije svega univerzalnoj europskoj latinskoj književnosti (pisao je isključivo na latinskom). Njegove su latinske pjesme po svemu na razini najboljeg talijanskog latinističkog pjesništva 15. stoljeća, napose epigrami, koji su jednostavni, jasni, nalik improvizaciji i uvijek poentirani, kao kod njegova uzora Marcijala. Tematika im je široka: ljubav, prijateljske razmirice, književne rasprave, naivnost hodočasnika i lakomost svih onih, koji se na njihov račun žele obogatiti. Kasniji su mu epigrami već smireniji i često odišu melankolijom. Tada piše i elegije, u kojima je još sjetniji i turobniji, i koje premda napisane u najboljem humanističkom maniru i s puno aluzija na antičke teme, reflektiraju osjetljivu lirsku narav.

### Zadar
U Zadru djeluje ninski biskup Juraj Divnić, povjesničar i latinski pjesnik oko čije se ličnosti okupljaju zadarski humanisti.

### Šibenik
Iz Šibenika je hrvatski humanist Juraj Šižgorić (Georgius Sisgoreus, 15. stoljeće), koji 1477. izdaje zbirku pjesama Tri knjige elegija i lirskih pjesama (Elegiarum et carminum libri tres), koja je ujedno i prva hrvatska inkunabula. U zbirci ima pjesama u elegijskim distisima, sapfičkoj strofi i falečkom jedanaestercu s uobičajenim humanističkim temama iz antike, ali i onih koje je ispjevao saepenumero doloris cruciatu affectus (= "počesto mučen bolom"), kako sam kaže u uvodu, gdje misli kako na vlastite tako i na narodne patnje. Duboko proživljen vlastiti bol najbolje se vidi u elegiji O smrti dvojice braće (De duorum obitu fratrum) – jedan od njih pao je pro patria pugnans, pro laribusque suis (= "boreći se za svoju domovinu i svoj kućni prag"). U elegiji O pustošenju šibenskog polja (De Sibenicensis agri vastatione) izražava tugu i ogorčenje zbog turskih pljački po rodnom zavičaju. Pjesnik bi i sam u borbu: Pro te, sacra fides, et dulcis patria, pro te / sit mea barbaricis dedita vita viris (= "Sveta vjero, za tebe, i slatka domovino, za tebe / život bih dao svoj barbarskim ljudima tim"). Po tri pisma u prozi koja su uvrštena u zbirku, a koja su mu poslali prijatelji, te po pjesničkim poslanicima koje je on posvetio drugima, vidi se da su se održavale žive književne veze među humanističkim krugovima na cijeloj jadranskoj obali. U rukopisu je ostalo manje prozno djelo O položaju Ilirije i o gradu Šibeniku (De situ Illyriae et civitate Sibenici). Premda je pisao isključivo na latinskom, Šižgorić hvali usmjeno stvaralaštvo na narodnom jeziku posebno ističuči pjesme i poslovice.
U Šibeniku je dobio prvo humanističko obrazovanje Šižgorićev mlađi sugrađanin Antun Vrančić (Antonius Verantius ili Wrantius ili Vrantius, 1504. – 1573.), stric polihistora i konstruktora Fausta Vrančića (Faustus Verantius, 1551–1617), također iz Šibenika. Na svojim brojnim putovanjima Antun Vrančić sakupljao je rimske natpise na Balkanu, a tijekom jedne diplomatske misije u Otomanskom carstvu, skupa s poznatim flamanskim humanistom A. B. Busbecqom u Ankari pronašao je Augustov autobiografski spis Djela božanskog Augusta (Res gestae divi Augusti), kasnije nazvan Spomenik iz Ankare (Monumentum Ancyranum). Kako ga je i objavio, to je ovaj natpis poznat i kao Codex Verantianus. Pored povijesno-putopisnih dela, tiskao je i zbirku pjesama u elegijskim distisima Pjesme u dokolici (Otia, iz 1542. godine), u kojima pjeva o ljubavi, životnim radostima i društvenim zbivanjima.

### Trogir
U trogirskom humanističkom krugu značajno mjesto zauzima Koriolan Ćipiko (Coriolanus Cepio, 1425. – 1493.), koji je napisao pomorske memoare pod naslovom Tri knjige o djelima vrhovnog zapovjednika Petra Moceniga (Petri Mocenici imperatoris gestorum libri tres, 1477.). Iz Trogira je i Fran Trankvil Andreis (Andronicus Tranquillus Parthenius, 1490. – 1571.), koji je studirao u Dubrovniku, Padovi i drugim talijanskim sveučilištima, te u Beču, Ingolstadtu i Leipzigu. Njegov obilni znanstveni i književni rad na latinskom jeziku obuhvaća rasprave, dijaloge, poslanice i pjesme. Posebno je zanimljiva jedna poslanica u kojoj slika stanje u Ugarskoj nakon mohačke bitke (1526.) te poslanica papi Piju V. u kojoj oštro kritizira crkvene političare. Od posebnog je interesa njegova heksametarska Oratio (istovremeno "Molitva" i "Govor"), tiskana 1518. u Augsburgu, u kojoj opominje Nijemce na tursku opasnost koja prijeti cijeloj Europi.

### Split
Središnja ličnost splitskog humanističkog kruga bio je Marko Marulić (Marcus Marulus, 1450. – 1524.), koji je europsku slavu stekao latinskim djelima moralističkog i didaktičkog sadržaja: Upućivanje u čestit život prema primjerima svetaca (De institutione bene vivendi per exempla sanctorum, 1506.) – danas poznatije prema naslovu 4. izdanja iz 1530. godine Upućivanje u čestit i blažen život (De institutione bene beateque vivendi) – i Evanđelistar (Evangelistarium, 1516.). Prvo djelo je objavljeno u 15 izdanja i prevedeno na talijanski, francuski, njemački, češki i portugalski jezik, dok je drugo imalo devet izdanja i jednom prevedeno na talijanski. To su u stvari praktične upute vjernicima o tome kako će postići čestit život i temeljne kršćanske vrline, a napisane su u duhu sv. Bernarda iz Clairvauxa (Bernardus Claravallensis, 1090. – 1153.), jednog od glavnih predstavnika asketskog misticizma (vidi u Wječniku: asketizam). Istu moralističku tendenciju imaju i ostala Marulićeva pobožna djela, s kojima su srodna i neka koja je s tom tematikom napisao i na hrvatskom. I pored toga što je bio uvjereni katolik, na nekim mjestima ukazuje na negativne pojave u crkvi, što je možda odjek reformacijskih ideja i pokušaj, da se u okviru same crkve na vrijeme učini nešto, kako bi se učvrstio njen poljuljani položaj.
Kao što je njegov suvremenik Zadranin Šimun Kožičić Benja (Simon Begnius, oko 1460. – 1536.) održao pred papom Lavom X. govor Opustošena Hrvatska (De Croatiae desolatione, 1516), tako i Marulić upućuje antitursku Poslanicu papi Hadrijanu VI. (Epistola ad Adrianum VI pontificem maximum, 1522.). To su dakako samo neka u nizu obraćanja srednjoeuropskih humanista – govorima, poslanicama i drugim književnim oblicima – zapadnoj Europi, da se spasu antemuralia Christiana (= "prve kršćanske utvrde"). Tih je obraćanja bilo mnogo i sva se skupnim imenom nazivaju antiturcica.
Glavno Marulićevo književno djelo na latinskom jeziku bila je Davidijada (Davidias, napisana između 1506. i 1516). To je veliki junačko-povijesni spjev izrazito kršćanske tendencije u 14 knjiga s 6.765 heksametarskih stihova. Tematiku izabire iz Starog zavjeta, što je karakterističnije za prekoalpski, nego za mediteranski humanizam. Spjev je napisan po Vergilijevom književnom postupku u klasičnom latinskom jeziku, s nekim primjesama biblijskog i srednjovjekovnog latiniteta, i posjeduje znatne umjetničke kvalitete.
Među humanistima hvarskog kruga važniji je Vinko Pribojević (Vincentius Priboevius, 15. – 16. stoljeće), koji u govoru O podrijetlu i zgodama Slavena (De origine successibusque Slavorum, tiskano 1532.) prvi u hrvatskoj književnosti izlaže zamisao o panslavizmu.

### Dubrovnik
U Dubrovniku je od starijih latinista najznačajniji pjesnik Ilija Crijević (Aelius Lampridius Cervinus, 1463. – 1520). Pisao je elegije, poslanice, ode i nezavršen spjev O Epidaurumu (De Epidauro), ali najbolje mu je uspio ciklus ljubavne lirike posvećen obrazovanoj, ali preslobodnoj Rimljanki Flaviji. Iz tih pjesama, po kojima je postao poeta laureatus, izbija pravi humanistički pesnik: s jedne strane, učenost i samostalno oponašanje antičkih i humanističkih pjesnika, a s druge strane, naglašena osjećajnost, u čemu ponekad ide i dalje od svoga uzora Katula. Crijevića odlikuje i izvrsni talenat za opisivanje prirodnih ljepota, pa u njegovim pjesmama nailazimo na krasne opise Lopuda i Rijeke Dubrovačke.
Njegov sugrađanin i suvremenik Jakov Bunić (Iacobus Bonus, 1469. – 1500.) bio je izrazito vjerski orijentiran. Njegov kraći mitološki spjev Otmica Kerberova (De raptu Cerberi, oko 1490. – 1534.), napisan u mladosti, najstariji je spjev u hrvatskoj književnosti. Napisao je i veliki kršćanski spjev Kristov život i djela (De vita et gestis Christi, 1526.), koji predstavlja parafrazu prema svim evanđeljima i istodobno je prvi spjev novolatinske književnosti u kome se prikazuje čitav život Kristov. To djelo, tiskano devet godina nakon Lutherovih teza, u prvom redu ima propagandni karakter u protureformacijskom duhu. Na tragu njegova pjesničkoga postupka je Bunićev mlađi suvremenik Damjan Beneša (ili Benešić, 1477. – 1539.) autor velikoga epa De morte Christi ("Kristova smrt"), koji je ostao u rukopisu i bio objavljen tek u najnovije doba (2006.).
U Dubrovniku je, osim književnosti u užem smislu, cvala i znanstvena književnost. Povjesničar Ludovik Crijević Tuberon (Ludovicus Cerva Tubero, 1459. – 1527.) značajan je po tomu što je, ugledajući se na Salustija i Tacita, tečno i slikovito prikazao događaje, ličnosti, društvene i gospodarske prilike na širokom prostoru od Budima do Carigrada u periodu od 1490. do 1522. godine. Vrlo su zanimljivi ekskursi u dalju prošlost te anegdotski i novelistički umeci s psihološkom karakterizacijom pojedinih ličnosti. Zbog oštre kritike crkvene politike to je povijesno djelo 1734. stavljeno na Index Librorum Prohibitorum.
Filozof Juraj Dragišić (Georgius Benignus de Salviatis, 1450. – 1520.) podrijetlom je bio iz Srebrenice u Bosni, a nakon početnog školovanja u Dubrovniku studirao je u Italiji, Parizu i Oxfordu. U Firenci je postao članom Pletonove platonske akademije i Besarionovog kruga, gdje se istakao kao vrsni poznavalac grčkog, latinskog i hebrejskog jezika. Nakon tridesetogodišnjeg boravka u Italiji vratio se u rodni Dubrovnik, odakle uskoro ponovo odlazi u Italiju. Njegova filozofska djela pisana su u obliku renesansnih dijaloga i nastoje pomiriti tomizam i skotizam.

### Istra i Kvarner
Matija Vlačić Ilirik (Matthias Flacius Illyricus, 1520. – 1575.) iz Labina u Istri, u kojoj su humanistička središta bili i Kopar i Piran, najvažniji je među hrvatskim humanistima protestantima. Cijeli život proveo je u Njemačkoj i bio je suradnik Luthera i Melanchthona. Nakon Lutherove smrti, kad su mnogi protestantski prvaci postali zagovornicima postupne borbe i kompromisa s Rimom, Vlačić je bio najgorljiviji zastupnik Lutherovih ideja i konačno začetnik nove, radikalne struje, nazvane po njemu flacijanizam. Zbog beskompromisnog stava bio je do kraja života proganjan od Katoličke Crkve. Njegova teološka, filozofska, povijesna i filološka djelatnost je ogromna: ostavio je više od 300 knjiga i kraćih spisa. Glavna su mu djela Katalog svjedoka istine (Catalogus testium veritatis, 1556.), u kojem je prikazao 650 svjedoka, otpadnika od Rimske Crkve, te Ključ Svetoga pisma (Clavis scripturae sacrae, 1567.), enciklopedijski rječnik hebreizama, koji je postao temeljnim djelom protestantskog tumačenja Biblije.
Frane Petrić (ili Franjo, također Petris ili Petriš, lat. Franciscus Patricius, 1529. – 1597.), iz Cresa, studirao je uglavnom u Padovi, najvećem središtu aristotelstva, ali se ipak priklonio "božanskom" Platonu i postao protivnik "životinje" Aristotela. Nakon brojnih putovanja po Sredozemlju vraća se u Italiju, gdje u Ferrari i Rimu postaje profesor filozofije.
Pisao je na talijanskom jeziku o poetici, retorici, filozofiji, povijesti, matematici, geometriji i medicini, ali se najviše proslavio kao antiperipatetički filozof. I u latinskom djelu Peripatetičke rasprave (Discussiones peripateticae, 1581) ističe predsokratovsku filozofiju prirode i nastoji obezvrijediti Aristotelov značaj. U djelu Nova filozofija o općem (Nova de universis philosophia, 1591.) izlaže Petrić svoju metafizičku koncepciju svijeta, utemeljenu na više izvora – uglavnom Platonu, stoicima, neoplatonizmu i Hermesu Trismegistu. Budući da u ovom djelu postanak i slika svijeta bitno odudaraju od učenja skolastičkog aristotelizma, to je djelo, unatoč Petrićevim nastojanjima da ga obrani ili barem rasvijetli quaedam loca obscuriora ("neka nejasna mjesta"), 1594. godine bilo zabranjeno. 
.

## Od 17. do 20. stoljeća
Na prijelazu između humanističkog i klasicističkog razdoblja, karakterističnom za 17. stoljeće, humanisti postaju uglavnom znanstvenici. U tih su se sto godina, vrlo često upravo na latinskom, pojavila epohalna djela iz gotovo svih grana znanosti i filozofije, da spomenemo samo Galileja Galilea, Francisa Bacona, Renea Descartesa, Barucha de Spinozu, Gottfrieda Leibniza. Među hrvatskim latinistima ovoga razdoblja značajan je Stjepan Gradić (Stephanus Gradius, 1613–1683), dubrovački diplomata pri Rimskoj kuriji, kustos i upravitelj Vatikanske knjižnice. Pisao je rasprave iz filozofije, teologije, matematike i fizike, ali i govore i pjesme. Među pjesmama najpoznatija mu je Pjesma o pohvalama Prejasne Mletačke Republike i o nevoljama rodnoga grada (De laudibus Serenissimae Reipublicae Venetae et cladibus Patriae suae carmen, 1675.), u 315 heksametara, u kojoj je dat veoma upečatljiv opis katastrofalnog dubrovačkog potresa iz 1667. godine.
Među latinistima 17. stoljeća izdvaja se i Ivan Lučić (Joannes Lucius, 1604. – 1679.), čije je najznačajnije djelo O kraljevstvu Dalmacije i Hrvatske (De regno Dalmatiae et Croatiae, 1666.), gdje je dat pregled hrvatske povijesti od prapovijesti do 15. stoljeća, temeljito potkrijepljen izvornom građom i ilustriran sa šest povijesnih karata. Zbog ovog svog djela Lučić se smatra utemeljiteljem hrvatske znanstvene historiografije. Lučić je sudjelovao i u sporu oko autentičnosti spisa Trimalhionove gozbe (Cena Trimalchionis) rimskoga satiričara Petronija Arbitra, koji je bio pronađen u Trogiru. Drugi istaknuti povjesničar ovoga doba je Pavao Ritter Vitezović (1652. – 1713.) s njegovim kratkim djelom od svega 32 tiskane stranice pod naslovom Oživljena Hrvatska (Croatia rediviva regnante Leopoldo Magno caesare, 1700.), ali i s drugim historiografskim djelima, kako proznim tako stihovanim, od kojih su neka ostala u rukopisu.
Kroz gotovo sve europske književnosti 18. stoljeća prolazi tek slaba latinistička struja. Osim toga, malo se latinskih pisaca oslanja na prethodno stvaralaštvo i među njima nema više nekadašnje tematske povezanosti. Ipak, u Dubrovačkoj Republici u 18. stoljeću – njenom posljednjem stoljeću, jer ju je 1808. ukinuo Napoleon – latinska je književnost plodnija od one pisane na narodnom jeziku. Uvjeti za ponovno osnaživanje kulturnog stvaralaštva sazreli su nakon obnove gospodarstva poslije katastrofalnog potresa i velikog požara 1667. godine. Činjenica da je od svih europskih književnosti ovog perioda jedino u dubrovačkoj latinistička struja jača od narodne, može se objasniti time što nije bilo življih kulturnih veza s hrvatskim zaleđem, ali i time što su Dubrovčani htjeli držati korak s ostalom Europom te smatrali, da će na internacionalnom jeziku uspješnije upoznati svijet s domaćim prilikama i s kulturom kako u vlastitom tako i u širem južnoslavenskom području.
Posljednjih pet istaknutih hrvatskih latinista – Bošković, Stay, Kunić, Džamanjić i Galjuf – žive i rade pretežno izvan domovine. Đuro Ferić (Georgius Ferrich, 1739. – 1820.), naprotiv, sve do duboke starosti djeluje u rodnom gradu. Prvo mu je književno djelo prepjev Psalama Davidovih u heksametrima, a potom u lirskim stihovima. Ipak, pravo njegovo područje bila je narodna književnost. Na temelju narodnih poslovica sastavio je zbirku od 113 basni u stihovima pod latinskim i narodnim nazivom Fabulae ab Illyricis adagiis desumptae odnosno Pričice prorečja slovinskijeh (1794). Sačuvana je i njegova prepiska u heksametrima s kustosom dvorske knjižnice u Beču Johannesom Müllerom i sa splitskim gradonačelnikom Julijem Bajamontijem s kraja 18. stoljeća. U tim pjesničkim poslanicama Ferić izlaže svoja zapažanja o domaćem folkloru posebno se oduševljavajući narodnim pjesmama. Mülleru je uz poslanicu poslao i prijevode 37 narodnih pjesama, među kojima i Hasanaginice, što je šesti prijevod po redu te slavne pjesme od ukupno stotinak poznatih. Sastavio je i zbirku Latinski prijevodi slovinskih pjesama (Slavica poematia Latine reddita) od 26 epskih i 12 ljubavnih narodnih pjesama uz 13 Kačićevih iz njegove pjesmarice pisanih u duhu i stilu narodne poezije. Po tom živom zanimanju za folklornu književnost Ferić je preteča romantizma. Napisao je i još mnogo epigrama, a među najboljim mu je djelima Opis dubrovačke obale (Periegesis orae Rhacusanae, 1803.) u 3.379 heksametara, gdje daje ne samo opise prirodnih ljepota, nego i običaja i povijesnih događaja.
Rajmund Kunić (Raymundus Cunichius, 1719. – 1794.) poznat je prvenstveno kao prevoditelj s grčkoga, a zatim i kao pjesnik epigrama. Cijeli život proveo je u Italiji i, kao i Džamanjić i Galjuf, bio član rimske književne akademije Arcadia, utemeljene 1690. Njegov se prijevod Homerova Ilijada u latinskim stihovima (Homeri Ilias Latinis versibus expressa, 1776) i pored svih nedostataka smatra najuspjelijim latinskim prijevodom homerskih epova. Osim Homera, prevodio je na latinski pjesnike Grčke antologije i Teokrita. U izvornim epigramima u elegijskim distisima pokazuje se kao veliki epigramatik i po raznolikosti tema i po eleganciji stiha.
Njegov je učenik i prijatelj bio Brno Džamanjić (Bernardus Zamagna, 1735. – 1820.), koji je godinu dana nakon Kunićeve Ilijade izdao Homerovu Odiseju u latinskim stihovima (Homeri Odyssea Latinis versibus expressa). Poput Kunića, i on se ugleda na Vergilija, ali mu je djelomično uzor i sam Kunić. Obojica neka mjesta ne prevode već ih parafraziraju, što je bio manir tadašnjeg prevođenja. Džamonjić je pisao i izvorne epske pjesme, prigodne i poučne elegije, epigrame i heksametarske poslanice (Epistolae). Dva kraća spjeva – Jeka (Echo, 1764.) i Zračni brod (Navis aëria, 1768.) – također su ga afirmirala kao izvrsnog latinističkog pjesnika.
Marko Faustin Galjuf (Marcus Faustinus Gagliuffius, 1765. – 1834.) sam za sebe kaže: Sorte Ragusinus, vita Italus, ore Latinus (= "Po sudbini Dubrovčanin, po životu Talijan, po jeziku Latin"). Često proganjan zbog svoje političke djelatnosti, lutajući Europom, proslavio se kao improvizator latinskih stihova. Džono Rastić (Junius Restius, 1755. – 1814.) glavni je satiričar u hrvatskom latinističkom pjesništvu sa svojim Pjesmama (Carmina, 1816). Ugledao se prije svega na Horacija (pa je i nazvan "hrvatskim Horacijem"), ali ponekad i na Vergilija i Juvenala. Oštro kritizira negativne pojave i pojedince pri kraju Dubrovačke Republike, tvrdeći da su za sve zlo krive novotarije koje dolaze izvana.
U sjevernoj Hrvatskoj, među brojnim latinistima, izdvaja se Matija Petar Katančić (Mathias Petrus Katancsich, 1750. – 1825.), glavni predstavnik hrvatskog književnog klasicizma. Pisao je pjesme na latinskom, hrvatskom i mađarskom, ali je ipak poznatiji kao filolog, povjesničar, arheolog i numizmatičar. Prigodne latinske pjesme, napisane po uzoru na Horacija i izdate skupa s njegovim hrvatskim pjesmama u zbirci Jesenski plodovi (Fructus autumnales, 1791.), pokazuju da je bio temeljito klasički obrazovan i da je bio vješt verzifikator. Vrijedna su mu i dva književnoteorijska spisa: Kratka napomena o prozodiji ilirskoga jezika (Brevis in prosodiam Illyricae linguae animadversio, 1791.) i Knjižica o ilirskom pjesništvu izvedena po zakonima estetike (De poesi Illyrica libellus ad leges aestheticae exactus, 1817). U prvom spisu daje prvi pokušaj da se razrade načela za tvorbu hrvatskih stihova u klasičnim metrima, a u drugom prvi razmatra hrvatsku književnost s estetičkog stajališta.
Ruđer Josip Bošković (Rogerius Josephus Boscovich, 1711. – 1787.) jedan je od najistaknutijih predstavnika europske znanstvene proze u 18. stoljeću. Svestran, podjednako kreativan u teorijskom i praktičnom dijelu različitih znanstvenih disciplina, djelujući u više kulturnih i znanstvenih središta Europe, već je za života ubrajan u velike znanstvenike. Svoju teoriju o jednom jedinom zakonu u prirodi postojećih djela izložio je u glavnom djelu Teorija prirodne filozofije (Theoria philosophiae naturalis, 1758). U prirodoslovnom spjevu O pomrčinama Sunca i Mjeseca (De Solis ac Lunae defectibus, 1760) dotjeranim i jednostavnim stihovima izlaže uzroke tih pojava.
Boškovićev zemljak Benedikt Stay (Benedictus Stay, 1714–1801.) od 1746. živi u Italiji pošto se proslavio filozofskim spjevom Šest knjiga filozofije u stihovima (Philosophiae versibus traditae libri sex, 1744.), koji je napisao u rodnom Dubrovniku. Taj spjev s više od 10.000 stihova prikazuje Descartesovu filozofiju i fiziku koje nastoji pomiriti s kršćanskim učenjem. Zanosnim stihovima s lijepim pjesničkim poredbama i brižljivo dotjeranim jezikom Stay, poput Lukrecija, uspjeva čitatelju približi tešku i nepjesničku tematiku. Već su ga njegovi suvremenici prozvali novim Lukrecijem. Ohrabren ovim uspjehom, u Rimu počinje još teži zadatak – da u stihovima izloži i Newtonovu filozofiju i znanstvena otkrića. I taj je veliki spjev, s više od 24,000 stihova, filozofski: Deset knjiga novije filozofije u stihovima (Philosophiae recentioris versibus traditae libri decem, 1755–1792). U pripremanju ovog djela surađivao je Bošković, koji je Stayu tumačio Newtonovu fiziku i napisao komentar.
Tijekom 19. stoljeća književnost na latinskom jeziku zamire u cijeloj Europi, da bi s 20. stoljećem, i pored pojedinačnih nastojanja, gotovo sasvim nestala. Od hrvatskih latinista ovog razdoblja može se spomenuti Ton Smerdel (1904. – 1970.), klasični filolog, koji je izdao sedam knjiga ametričkih latinskih pjesama, čime se uvrštava među najplodnije novije neolatinske pjesnike u svijetu.

## Unutarnje poveznice
- Hrvatski latinisti

## Vanjske poveznice
- O epu De morte Christi, prvoj knjizi u nizu Hrvatska književna baština – građa za povijest hrvatskoga latinizma  Arhivirana inačica izvorne stranice od 16. srpnja 2013. (Wayback Machine)
- O latinsko-hrvatskim jezičnim vezama